# فرد دي جونغ
فرد دي جونغ (بالإنجليزية: Fred de Jong)‏ (5 أبريل 1964 نيوزيلندا نيوزيلندا - ) هو لاعب كرة قدم نيوزلندي يلعب كمهاجم.

## روابط خارجية
- فرد دي جونغ على موقع الاتحاد الدولي (مؤرشف)  (الإنجليزية)
- فرد دي جونغ على موقع قاعدة بيانات كرة القدم.إي يو (الإنجليزية)
- فرد دي جونغ على موقع ناشيونال فوتبول تيمز (الإنجليزية)